# 文华艺术月刊
文华艺术月刊是1929年8月到1935年在上海出版的一份雜誌。該雜誌共發行了54期。該雜誌由上海好友艺术社出版，上海文华美术图书印刷有限公司发行。文华艺术月刊的內容分為文字与图画两部分。